# Katty Pallàs
Catalina Pallàs (Manuel, 1965), generalment coneguda com a Katty Pallàs o Katy Pallàs, és una filòloga anglesa, docent, activista pels drets LGTBI i escriptora valenciana que destaca per presidir l'Associació de Famílies LGBTI d'ençà del 2012 i haver presidit també la Xarxa Europea de Famílies LGBTI. Així doncs, representa les famílies LGBTI al Consell Nacional LGBTI i al Consell Municipal LGBTI de Barcelona. A més a més, és independentista.
Katy Pallàs, que ha presidit l’FLG-Associació de Famílies LGTBI de 2012 a 2022, va néixer en un poble petit de la comarca de la Ribera Alta, al País Valencià, on va viure fins als 20 anys. “Als anys 80 era més complicat ser lesbiana en entorns rurals”, explica. No es va alliberar fins que va anar a la universitat. “Vaig poder començar a ser jo mateixa”, subratlla. Però, tot i tenir “un cercle de seguretat amb persones LGTBI”, els inicis laborals no van ser fàcils. “Soc docent i treballava en escoles privades, on havia d’amagar la meva condició.” Als 38 anys es va traslladar a Barcelona i va començar a treballar en un institut públic. Va conèixer la dona amb qui es va casar i van tenir un fill el 2008. “Moltes pors que sentia de jove han desaparegut.” Està contenta de veure que “el jovent també sent aquest apoderament”.
En la línia educativa, és defensora de la coeducació i fa tallers i xerrades sobre la realitat del col·lectiu LGBTI a famílies i altres mestres.
Llicenciada en Filologia Anglesa i professora de secundària amb una àmplia trajectòria docent. Mare lesbiana d’un xiquet de tres anys, la col·lecció infantil "Les contalles d'Alba" és la seva primera incursió en el món literari. Moguda per l’amor al seu fill decideix explotar el seu vessant creatiu i proporcionar als futurs lectors d’aquestes contalles un referent de visibilitat i inclusió del que és divers.
És partidària d'explicitar a l'aula que els personatges històrics LGBTI ho són, com ara els escriptors Maria Mercè Marçal i Serra i Federico García Lorca.
La docent i activista denuncia que la coeducació -l’acció educativa que potencia l’eliminació de les discriminacions per raó d’orientació sexual, identitat de gènere o expressió de gènere- és encara excepcional al sistema educatiu. Tot i això, les experiències educatives orientades a arrencar la LGBTIfòbia són al punt de mira de grups fonamentalistes cristians. Al costat de fer retrocedir el dret a l’avortament, evitar que la coeducació progressi se situa al capdamunt de les seves prioritats i, lamenta Pallàs, mantenir resistències als centres educatius davant la realitat LGTBI suposa un èxit per l’ultraconservadorisme.

L’escola era l’únic àmbit de la vida en què Katty Pallàs tenia por de visibilitzar-se. Ser lesbiana va ser motiu d’assetjament laboral fins que va marxar del centre educatiu privat on treballava abans d’entrar a l’institut Can Peixauet, a Santa Coloma de Gramenet.
| «                                                                                                | Si per fer classe només et recolzes en llibres de text, els continguts seran masclistes i androcèntrics. Incorporar dones i perspectiva de gènere a les classes és una feina que ha de fer el professorat i l’exigència de feina es multiplica. Però cal convicció i voluntat per part del professorat. Els infants i joves estan entre cinc i sis hores cada dia als centres educatius, pel que tenim un paper fonamental contra l’LGBTIfòbia. | » |
| — Katty Pallàs, "No donar resposta a la diversitat és discriminar" de Meritxell Rigol a Directa. | |   |

## Vida personal
Pallàs és lesbiana. Va casar-se amb Immaculada Lluesma el 2006, un any després d'aprovar-se el matrimoni homosexual a Espanya. Ella era la que més ganes tenia d'embarassar-se, així que va adoptar un embrió que va néixer entre el 2007 i el 2008 i avui és un adolescent anomenat Max. Pel que fa al procés de l'embaràs, denuncia la mancança de recursos per a les dones lesbianes en la sanitat pública i la presumpció general que formava part d'una parella heterosexual.

Una vegada en Max va anar a P3, Pallàs va haver de confrontar la nul·la representació del col·lectiu en la literatura infantil a P3, per la qual cosa va escriure Les contalles d'Alba, que descriu diversos models familiars existents. Més tard, a P5, el seu fill va ser marginat dins del grup escolar per pertànyer a una família monoparental. Així doncs, el va canviar d'escola i va encarcarar el seu activisme.
| «                                                                           | La por ha anat marxant, les coses han millorat, però queda molt per fer per aconseguir la igualtat. Encara hi ha petites discriminacions que ens fan sentir que som famílies de segona, que estem fora de la norma. | » |
| — Katty Pallàs, "Sentim que som famílies de segona" de V.P. a El Punt Avui. | |   |